# Bulbul de Fischer
El bulbul de Fischer (Phyllastrephus fischeri) és una espècie d'ocell de la família dels picnonòtids (Pycnonotidae). Es troba Kenya, Moçambic, Somàlia i Tanzània. Els seus hàbitats principals són els boscos tropicals i subtropicals de frondoses humits de les terres baixes, la sabana seca i els matollars secs tropicals i subtropicals. El seu estat de conservació es considera de risc mínim.
L'epítet específic fischeri fa referència al metge i explorador alemany Gustav Adolf Fischer (1848-1886).